# 宗接唯人
宗接 唯人（むねつぐ ゆいと、1994年7月6日 - ）は、兵庫県宍粟郡波賀町（現・宍粟市）出身の元プロ野球選手（捕手、内野手）。右投右打。

## 経歴

### プロ入り前
兵庫県出身で少年時代は阪神ファンであり、矢野輝弘が憧れの選手だった。
神戸国際大附高2年秋に三塁手から捕手に転向。1学年下に、小深田大翔、蔵本治孝がいる。
亜細亜大進学後は3年からレギュラーをつかみ、第46回明治神宮野球大会で優勝。4年春にリーグ3位の打率.372を記録して優勝に貢献しベストナインを獲得。一部リーグ通算43試合に出場、113打数34安打、1本塁打、21打点を記録。3年上に九里亜蓮、嶺井博希、2年上に山﨑康晃、薮田和樹、大下佑馬、1年上に板山祐太郎、藤岡裕大、同学年に木浪聖也、1年下に髙橋遥人、北村拓己、2年下に中村稔弥、3年下に平内龍太、内間拓馬、矢野雅哉がいた。
体重90kgながら50メートル走6秒1という俊足の持ち主で、2016年の第65回全日本大学野球選手権大会2回戦では1点を追う2回二死三塁の場面で本盗を決めている。
2016年のドラフト会議で千葉ロッテマリーンズから7位指名を受け、契約金2500万円・年俸800万円（金額は推定）で入団。入団発表会見では「打てる捕手になって信頼を得たい。伊東監督のような捕手になりたいです」と話した。背番号は45。

### ロッテ時代
2017年、一軍公式戦の出場機会は無かったが、7月13日に草薙球場で行われたフレッシュオールスターゲーム2017戦において、イースタン選抜として出場する。二軍公式戦において66試合に出場し、1本塁打、14打点、打率.200の成績を残す。11月25日から台湾で開催されるアジアウインターベースボールリーグに、NPBイースタン選抜として出場した。
2018年、6月15日に一軍登録される。同日の読売ジャイアンツ戦（ZOZOマリンスタジアム）にて8回に代打で出場し、一軍初出場となった。三振で打席を終えた。この年の一軍出場はこの1試合のみであった。
2019年、この年は一軍出場は無く、二軍では91試合に出場した。
2020年、この年も一軍出場は無かった。右肩痛もあり、二軍では48試合の出場となった。この年は打撃を活かすため、捕手以外に左翼手としても出場している。
2021年、一軍登録されるも3試合のみの出場に終わり、11月2日に球団から戦力外通告を受けた。

### 社会人時代
2022年シーズンから、社会人野球のJFE東日本でプレーする。なお、2024年シーズン現在は、内野手で選手登録されている。同年シーズン終了をもって現役を引退し、JFE東日本硬式野球部のアナライザーに就任。

## 人物
愛称は「ムネ」。
「宗接」は全国に約20世帯、約100人しかいないとされる珍しい名字である。

## 詳細情報

### 年度別打撃成績
| 年 度     | 球 団     | 試 合 | 打 席 | 打 数 | 得 点 | 安 打 | 二 塁 打 | 三 塁 打 | 本 塁 打 | 塁 打 | 打 点 | 盗 塁 | 盗 塁 死 | 犠 打 | 犠 飛 | 四 球 | 敬 遠 | 死 球 | 三 振 | 併 殺 打 | 打 率 | 出 塁 率 | 長 打 率 | O P S |
| --------- | --------- | ----- | ----- | ----- | ----- | ----- | -------- | -------- | -------- | ----- | ----- | ----- | -------- | ----- | ----- | ----- | ----- | ----- | ----- | -------- | ----- | -------- | -------- | ----- |
| 2018      | ロッテ    | 1     | 1     | 1     | 0     | 0     | 0        | 0        | 0        | 0     | 0     | 0     | 0        | 0     | 0     | 0     | 0     | 0     | 1     | 0        | .000  | .000     | .000     | .000  |
| 2021      | ロッテ    | 3     | 1     | 1     | 0     | 0     | 0        | 0        | 0        | 0     | 0     | 0     | 0        | 0     | 0     | 0     | 0     | 0     | 1     | 0        | .000  | .000     | .000     | .000  |
| 通算：2年 | 通算：2年 | 4     | 2     | 2     | 0     | 0     | 0        | 0        | 0        | 0     | 0     | 0     | 0        | 0     | 0     | 0     | 0     | 0     | 2     | 0        | .000  | .000     | .000     | .000  |

- 2021年度シーズン終了時

### 年度別守備成績
| 年 度 | 球 団  | 捕手  | 捕手  | 捕手  | 捕手  | 捕手  | 捕手     | 捕手  | 捕手     | 捕手     | 捕手     | 捕手     | 一塁  | 一塁  | 一塁  | 一塁  | 一塁  | 一塁     |
| 年 度 | 球 団  | 試 合 | 刺 殺 | 補 殺 | 失 策 | 併 殺 | 守 備 率 | 捕 逸 | 企 図 数 | 許 盗 塁 | 盗 塁 刺 | 阻 止 率 | 試 合 | 刺 殺 | 補 殺 | 失 策 | 併 殺 | 守 備 率 |
| ----- | ------ | ----- | ----- | ----- | ----- | ----- | -------- | ----- | -------- | -------- | -------- | -------- | ----- | ----- | ----- | ----- | ----- | -------- |
| 2018  | ロッテ | -     | -     | -     | -     | -     | -        | -     | -        | -        | -        | -        | 1     | 1     | 0     | 0     | 0     | 1.000    |
| 2021  | ロッテ | 3     | 2     | 0     | 0     | 0     | 1.000    | 0     | 1        | 1        | 0        | .000     | -     | -     | -     | -     | -     | -        |
| 通算  | 通算   | 3     | 2     | 0     | 0     | 0     | 1.000    | 0     | 1        | 1        | 0        | .000     | 1     | 1     | 0     | 0     | 0     | 1.000    |

- 2021年度シーズン終了時

### 記録
初記録
- 初出場・初打席：2018年6月15日、対読売ジャイアンツ1回戦（ZOZOマリンスタジアム）、8回裏にマット・ドミンゲスの代打として出場、菅野智之から空振り三振

### 背番号
- 45（2017年 - 2021年）

### 登場曲
- 「Let It Rock」Kevin Rudolf（2017年 - 2021年）